# Lijst van voetbalinterlands België - Tsjechië
Deze lijst van voetbalinterlands is een overzicht van alle officiële voetbalwedstrijden tussen de nationale teams van België en Tsjechië. De landen hebben tot op heden negen keer tegen elkaar gespeeld. De eerste ontmoeting was een vriendschappelijke wedstrijd en werd gespeeld in Brussel op dinsdag 9 februari 1999. Het laatste duel, een kwalificatiewedstrijd voor het Wereldkampioenschap voetbal 2022, vond plaats op 5 september 2021 in de Belgische hoofdstad.

## Wedstrijden
| № | Plaats  | Datum            | Competitie           | Wedstrijd         | Uitslag |
| - | ------- | ---------------- | -------------------- | ----------------- | ------- |
| 1 | Brussel | 9 februari 1999  | Vriendschappelijk    | België − Tsjechië | 0 − 1   |
| 2 | Praag   | 25 april 2001    | Vriendschappelijk    | Tsjechië − België | 1 − 1   |
| 3 | Brussel | 10 november 2001 | WK 2002 kwalificatie | België − Tsjechië | 1 − 0   |
| 4 | Praag   | 14 november 2001 | WK 2002 kwalificatie | Tsjechië − België | 0 − 1   |
| 5 | Brussel | 7 februari 2007  | Vriendschappelijk    | België − Tsjechië | 0 − 2   |
| 6 | Teplice | 12 augustus 2009 | Vriendschappelijk    | Tsjechië − België | 3 − 1   |
| 7 | Brussel | 5 juni 2017      | Vriendschappelijk    | België − Tsjechië | 2 − 1   |
| 8 | Praag   | 27 maart 2021    | WK 2022 kwalificatie | Tsjechië – België | 1 − 1   |
| 9 | Brussel | 5 september 2021 | WK 2022 kwalificatie | België − Tsjechië | 3 − 0   |

## Samenvatting
| Competitie        | Totaal gespeeld | Winst België | Gelijk | Winst Tsjechië | Doelsaldo België – Tsjechië |
| ----------------- | --------------- | ------------ | ------ | -------------- | --------------------------- |
| WK-kwalificatie   | 4               | 3            | 1      | 0              | 6 − 1                       |
| Vriendschappelijk | 5               | 1            | 1      | 3              | 4 − 8                       |
| Totaal            | 9               | 4            | 2      | 3              | 10 − 9                      |

Wedstrijden bepaald door strafschoppen worden, in lijn met de FIFA, als een gelijkspel gerekend.

## Details

### Eerste ontmoeting
| Vriendschappelijk (Brussel, België , 9 februari 1999): |              | |
| België | 0 – 1        | Tsjechië |
| | goals        | 73' Jan Koller |
| Georges Leekens | bondscoach   | Jozef Chovanec |
| Geert De Vlieger Tjörven De Brul 57' Gordan Vidović Glen De Boeck Régis Genaux 56' Wilfried Delbroek Johan Walem Lorenzo Staelens Bart Goor Émile Mpenza 46' Frédéric Pierre | opstellingen | Pavel Srníček Jan Suchopárek 70' Michal Horňák Karel Rada 20' Karel Poborský 88' Miroslav Baranek Martin Hašek 70' Jiří Němec Pavel Horváth Jan Koller 81' Vladimír Šmicer |
| Gilles De Bilde 46' Stefaan Tanghe 56' Daniel Kimoni 57' | wissels      | 20' Petr Vlček 70' Roman Vonášek 70' Pavel Novotný 81' Tomáš Galásek 88' Robert Vágner                                                                                     |
| Johan Walem 57' | gele kaarten | 29' Karel Rada 79' Jan Koller |
| - Debuut van Stefaan Tanghe (RE Mouscron) voor België. - Debuut van Pavel Horváth (SK Slavia Praag) en Jan Koller (KSC Lokeren) voor Tsjechië.                               |              | |

### Tweede ontmoeting
| Vriendschappelijk (Praag, Tsjechië, 25 april 2001): |              | |
| Tsjechië | 1 – 1        | België |
| Milan Baroš 81' | goals        | 10' Émile Mpenza |
| Jozef Chovanec | bondscoach   | Robert Waseige |
| Pavel Srníček 73' Tomáš Řepka Karel Rada Pavel Nedvěd Jiří Novotný 46' Jiří Jarošík 46' Roman Týce Karel Poborský 68' Pavel Kuka 46' Patrik Berger 46' René Wagner 63' | opstellingen | 46' Geert De Vlieger 46' Bertrand Crasson Joos Valgaeren 46' Eric Van Meir Peter Van der Heyden Timmy Simons 86' Marc Wilmots 73' Bart Goor 63' Émile Mpenza 81' Johan Walem Bob Peeters |
| Tomáš Ujfaluši 46' Marek Jankulovski 46' Milan Baroš 46' Tomáš Rosický 46' Stanislav Vlček 63' Lukas Došek 68' Radek Černý 73'                                         | wissels      | 46' Ronald Gaspercic 46' Philippe Clement 46' Marc Hendrikx 63' Walter Baseggio 73' Danny Boffin 81' Sven Vermant 86' Jacky Peeters                                                      |
| | gele kaarten | 61' Peter Van der Heyden |
| - Debuut van Milan Baroš (Banik Ostrava) voor Tsjechië. - Debuut van Peter Van der Heyden en Timmy Simons (beiden Club Brugge) voor België.                            |              | |

### Derde ontmoeting
| Play-offs WK 2002 kwalificatie (Brussel, België, 10 november 2001): |       |          |
| België                                                              | 1 – 0 | Tsjechië |
| Gert Verheyen 28'                                                   | goals |          |
| - Debuut van Tomáš Hübschman (Sparta Praag) voor Tsjechië.          |       |          |

### Vierde ontmoeting
| Play-offs WK 2002 kwalificatie (Praag, Tsjechië, 14 november 2001): |              |                         |
| Tsjechië                                                            | 0 – 1        | België                  |
|                                                                     | goals        | 85' (pen.) Marc Wilmots |
| Pavel Nedvěd 11', 88' Milan Baroš 45', 90'                          | rode kaarten |                         |

### Zesde ontmoeting
| Vriendschappelijk (Teplice, Tsjechië, 12 augustus 2009):   |       |                    |
| Tsjechië                                                   | 3 – 1 | België             |
| Roman Hubník 27' Milan Baroš 42' (pen.) David Rozehnal 78' | goals | 11' Jan Vertonghen |

### Zevende ontmoeting
| Vriendschappelijk (Brussel, België, 5 juni 2017): |       |                      |
| België                                            | 2 – 1 | Tsjechië             |
| Michy Batshuayi 25' Marouane Fellaini 52'         | goals | 29' Michael Krmenčík |